# مرار بن أنس الضبي
مرار بن أنس الضبي أحد فرسان العرب وفتاكهم في العصر العباسي، وكان من أصحاب أبو مسلم الخراساني صاحب الدعوة العباسية في خراسان، وهو الذي تولى قتل أبو سلمة الخلال في الكوفة بأمرٍ من الخليفة العباسي الأول أبو العباس السفاح عام 132 هـ بعد أن أراد أبو سلمة نقل الخلافة من بني العباس إلى بني علي بن أبي طالب.

## أخباره

### قتله أبو سلمة الخلال
كان أبو سلمة الخلال أميراً على الكوفة سراً لبني العباس في زمن الدولة الأموية، ولما ظهر أمر بني العباس، قام أبو سلمة بحبس أبو العباس السفاح وأهل بيته ومماطلتهم، وكان يسعى لنقل الخلافة من بني العباس إلى بني علي بن أبي طالب، ولم يتم له ذلك، وبعد تولي أبو العباس السفاح أرسل إلى مرار بن أنس الذي كمن له في طريقه بالكوفة، فلما ظهر له أبو سلمة حمل عليه مرار بن أنس وقتله. قال البلاذري: «كتب أبو العباس إلى أبو مسلم أن وجه رجلاً لقتل أبو سلمة الخلال، فوجه أبو مسلم مرار بن أنس الضبي فلقي أبو سلمة وأنزله عن دابته ثم ضرب عنقه».

### قتله سورة بن محمد الكندي
كان سورة بن محمد الكندي من أهل خراسان ممن شارك في زمن بني أمية في قتل يحيى بن زيد بن الحسين بن علي بن أبي طالب، فدعا أبو مسلم مرار بن أنس وقال: يا مرار إنه لم يبقَ من قتلة يحيى بن زيد أحد غير سورة بن محمد الكندي، فقال مرار: أنا أكفيك إياه، ثم ذهب إلى سورة بن محمد وقتله وجاء إلى أبي مسلم برأسه فقال أبو مسلم: اليوم ساغ لي الشراب.